# Монтаньо, Эдсон
Эдсон Эли Монтаньо Ангуло (исп. Edson Eli Montaño Angulo; родился 15 марта 1991 года, Гуаякиль, Эквадор) — эквадорский футболист, нападающий клуба «Оренсе» (Мачала). Выступал за сборную Эквадора.

## Клубная карьера
Монтаньо начал карьеру в клубе «Эль Насьональ». 13 сентября 2009 года в матче против «ЛДУ Портевьехо» он дебютировал за команду в эквадорской Серии А. 20 сентября в поединке против ЭСПОЛИ Эдсон забил свой первый гол за клуб. Летом 2010 года Монатаньо перешёл в бельгийский «Гент». 25 сентября в поединке против «Сент-Трюйдена» он дебютировал в Жюпиле лиге. Из-за высокой конкуренции ему пришлось вскоре вернуться на родину. Новым клубом Эдсона стала «Барселона» из Гуаякиль, в составе которой выиграл чемпионат. В начале 2013 года Монтаньо на правах аренды вернулся в родной «Эль Насьональ».

## Международная карьера
26 марта 2011 года в товарищеском матче против сборной Колумбии Эдсон дебютировал за сборную Эквадора. В том же году в составе национальной команды Монтаньо принял участие в Кубке Америки. На турнире он сыграл в поединках против сборных Венесуэлы и Бразилии.

## Достижения
Командные
 «Барселона» Гуаякиль
- Чемпионат Эквадора по футболу — 2012